# 전주소년원
전주소년원, 또는 송천중고등학교는 대한민국 법무부 범죄예방정책국 산하에 설치된 범법청소년 재교육기관이다. 전북특별자치도 전주시 덕진구 과학로 45-25에 있다.
소년원장은 서기관으로 보한다.